# Chiatra
 Chiatra  là một xã ở tỉnh Haute-Corse trên đảo Corse, Pháp. Xã này có diện tích 8,22 km², dân số năm 1999 là 190 người. Khu vực này có độ cao trung bình 408 mét trên mực nước biển.